# Mark Hafnar
Mark Hafnar (* 11. April 2002) ist ein ehemaliger slowenischer Skispringer.

## Werdegang

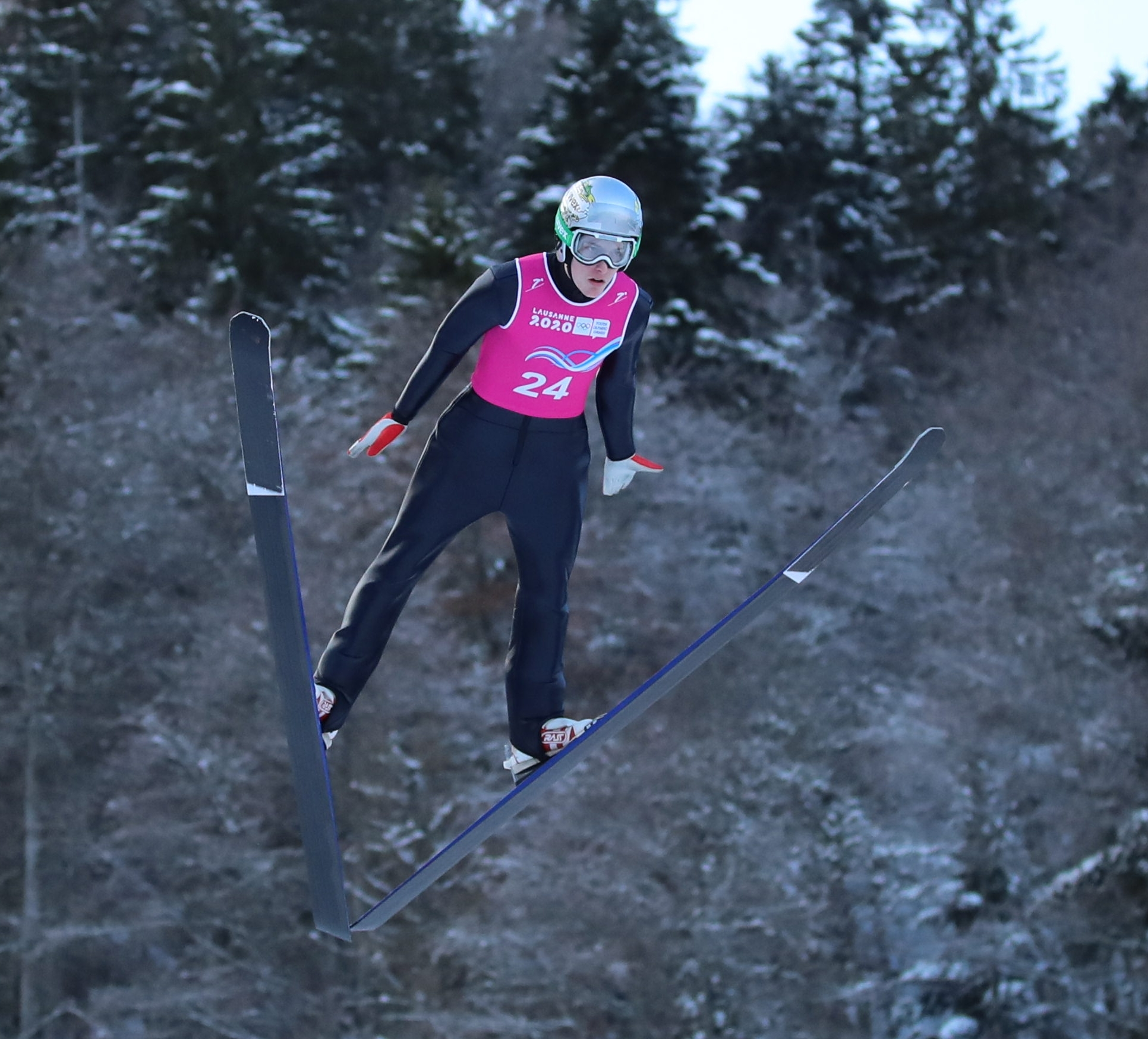
Mark Hafnar bei den Olympischen Jugend-Winterspielen 2020 in Lausanne

Mark Hafnar startete international zum ersten Mal am 7. März 2017 in Hinterzarten im Alpencup, wo er den 25. Platz belegte. Die Saisons 2019/20 und 2021/22 beendete er jeweils als Gesamtzweiter, insgesamt gelangen ihm drei Siege in Einzelwettbewerben.
Am 20. und 21. Januar 2018 debütierte Hafnar in Planica im FIS-Cup sowie am 16. und 17. August 2019 im tschechischen Frenštát pod Radhoštěm im Continental Cup, wo er den 29. und 13. Rang erreichte.
Im Januar 2020 nahm er an den Olympischen Jugend-Winterspielen 2020 in Lausanne teil und gewann hierbei die Silbermedaille beim Einzelwettbewerb von der Normalschanze hinter Marco Wörgötter und vor David Haagen. In der Saison 2019/20 erreichte Hafnar bei den Continental-Cup-Wettbewerben im Val di Fiemme am 22. und 23. Februar 2020 mit einem dritten Platz am zweiten Wettbewerbstag seine bis dahin beste Continental-Cup-Platzierung sowie seinen ersten Podestplatz im Continental Cup. Im Anschluss startete er bei den Juniorenweltmeisterschaften 2020 in Oberwiesenthal, wo er im Einzelwettbewerb hinter dem Österreicher Peter Resinger und dem Norweger Sander Vossan Eriksen ebenso Dritter wurde, wie im Mixed-Teamwettkampf gemeinsam mit Jerneja Brecl, Jan Bombek und Katra Komar. Im Mannschaftswettbewerb wurde er gemeinsam mit Bombek Žak Mogel und Jernej Presečnik Weltmeister.
Bei den Nordischen Juniorenskiweltmeisterschaften 2022 im polnischen Zakopane wurde er im Einzel Neunter und im Mannschaftswettbewerb mit dem slowenischen Team Vierter.
Hafnar erklärte im Sommer 2025 seinen Rücktritt.

## Statistik

### Continental-Cup-Platzierungen
| Saison  | Sommer | Sommer | Winter | Winter | Gesamt | Gesamt |
| Saison  | Platz  | Punkte | Platz  | Punkte | Platz  | Punkte |
| ------- | ------ | ------ | ------ | ------ | ------ | ------ |
| 2019/20 | 088.   | 022    | 044.   | 091    | 059.   | 113    |
| 2021/22 | –      | –      | 076.   | 027    | 110.   | 027    |
| 2022/23 | –      | –      | 045.   | 093    | 055.   | 093    |